# Le Désert de l'Arctique
Pour plus de détails, voir Fiche technique et Distribution.
Le Désert de l’Arctique ou Le Grand désert blanc en VHS (White Wilderness) est un film documentaire de la série True-Life Adventures sur la nature produit par Disney en 1958. Il a remporté l’Oscar du meilleur film documentaire. Le film a été réalisé par James Algar et narré par Winston Hibler. Le tournage, ayant pris trois ans, a eu lieu au Canada.
Il fait partie des films connus pour avoir propagé le mythe selon lequel les lemmings se suicident en masse.

## Fiche technique
- Titre original : White Wilderness
- Titre français : Le Désert de l'Arctique
- Réalisateur : James Algar
- Producteur : Ben Sharpsteen
- Scénario : James Algar
- Narrateur : Winston Hibler
- Image : Lloyd Beebe, Herb Crisler, Lois Crisler, James R. Simon, Hugh A. Wilmar
- Image additionnelle : Dick Bird, William H. Carrick, Tom McHugh, Cecil Rhode, Rickard Tegström, Carl Thomsen
- Musique :
  - Composition originale : Oliver Wallace
  - Chef d'orchestre : Clifford Vaughan
  - Monteur musical : Evelyn Kennedy
- Montage : Norman R. Palmer
- Effets d'animation : Joshua Meador, Art Riley
- Effets spéciaux: Ub Iwerks
- Technicien du son : Robert O. Cook
- Directeur de production : Erwin L. Verity
- Société de production : Walt Disney Production
- Distributeur : Buena Vista Distribution
- Pays de production : États-Unis
- Langue : Anglais
- Format : Technicolor, d'après une source en 16 mm
- Durée : 72 minutes
- Date de sortie : 12 août 1958

Sauf mention contraire, les informations proviennent des sources suivantes : Leonard Maltin

## Sorties cinéma
Sauf mention contraire, les informations suivantes sont issues de l'Internet Movie Database.
- États-Unis : 12 août 1958
- Allemagne de l'Ouest : juin 1959 (Berlinale)
- Italie : 29 octobre 1959
- Japon : 21 février 1960
- Finlande : 23 décembre 1960

## Récompenses et distinctions
- Oscar du meilleur film documentaire 1958
- nomination à l'Oscar de la Meilleure partition pour un film dramatique ou une comédie en 1959

## Origine et production
Le succès des courts et moyens métrages de la série  True-Life Adventures diffusés entre 1950 et 1953 pousse le studio à produire des longs métrages. Le film Le Désert de l'Arctique reprend le principe des autres True-Life Adventures avec les animations assurant les explications et transitions mais se détache des précédentes productions par la zone géographique couverte. Il comprend plusieurs séquences traitant chacune d'une espèce animale : les Ours blancs, les lemmings, les gloutons, la migration des caribous, les morses. Il reprend aussi la notion du cycle des saisons avec le début de l'été puis l'hiver et celle des lois de la Nature.
Le tournage du film a nécessité trois années et neuf cinéastes spécialisés : Hugh A. Wilmar pour les ours polaires, Lloyd Beebe pour la migration des caribous et des bœufs musqués, Herb et Lois Crisler pour la rencontre des caribous avec les loups et James R. Simon pour les lemmings.
Une bande annonce pour le film a été diffusée à la télévision le 27 février 1957 dans l'émission Walt Disney Presents sur ABC sous le titre The Crisler Story: Prowlers of the Everglades accompagnée du documentaire Everglades, monde mystérieux (1953).

## Sortie au cinéma et accueil du public
Le film s'évertue à maintenir la qualité scénographique des précédentes productions True-Life Adventures avec des décors majestueux et des scènes intéressantes mis en valeur par le professionnalisme et la patience des cinéastes. Malgré la reconnaissance de la qualité du documentaire, les critiques sont assez hésitantes sur le côté divertissant du film. Le New York Times considère le film « un peu redondant, stimulant plus qu'excitant » et le Time trouve la « narration exagérée et la bande sonore trop souvent inutilement forte. »
Des extraits du films ont été utilisés pour produire trois courts métrages éducatifs sortis en 1964, The Arctic Region and Its Polar Bears, Large Animals of the Arctic et The Lemmings and Arctic Bird Life.

### Controverse sur la scène des lemmings
Le Désert de l’Arctique contient une scène qui est supposée montrer une migration en masse de lemmings, et qui se finit par les lemmings sautant dans l'océan Arctique par erreur et s’y noyant. Depuis le film est souvent associé comme à la source de la légende du suicide volontaire des lemmings. Le narrateur précise qu’il est improbable que les lemmings cherchent à se donner la mort, mais qu’ils sont plutôt en migration et lorsqu’ils se trouvent confrontés à une étendue d’eau, ils essaieront de la traverser quelle que soit sa taille. Si cette étendue est trop vaste, ils finiront par se fatiguer et se noyer.
En 1982, le magazine d'information The Fifth Estate de la CBC diffuse un documentaire sur la cruauté envers les animaux à Hollywood, en se concentrant sur Le Désert de l’Arctique de Disney ainsi que l’émission Wild Kingdom (en) diffusée à partir de 1963 sur NBC. Bob McKeown (en), l’animateur de l'émission, découvre que la scène des lemmings avait été filmée à la rivière Bow, près de la ville de Calgary et non à l'océan Arctique comme l’insinuait le film. Il a aussi appris que les lemmings n’avaient pas volontairement sauté dans la rivière mais y avaient été poussés par une plate-forme tournante installée par l’équipe du film. Il interroge également un expert en lemmings qui affirme que ceux montrés dans le film ne sont pas une espèce qui migre, et encore moins qui se suicide en masse.

## VHS
Le film est sorti en VHS dans les années 1980 et 1990 sous le titre Le Grand Désert Blanc.